# Gemeinde Grad
Die Gemeinde Grad ist eine Gemeinde in Goričko, dem hügeligen Teil der historischen Region Prekmurje in Slowenien.
Hauptort und Verwaltungssitz ist die Ortschaft Grad.

## Lage
Die Kommune nimmt den nordwestlichen Bereich des Hügel- und Grabenlandes von Goričko ein. Das Gebiet der Gesamtgemeinde Grad erstreckt sich über eine Fläche von ca. 37,1 km² und grenzt an die Nachbargemeinden: im Norden an Kuzma, im Nordosten an Gornji Petrovci, im Osten und Süden an Puconci und im Westen an Rogašovci.
Der Gemeindebereich umfasst die Niederungen der vier in Nord-Süd-Richtung sich hinziehenden Bächläufe, des Lukaj-, Grački-, Spunika- und Bezjak-Baches mit Höhen um 250 m und die sich dazwischen hinstreckenden Höhenrücken mit bewaldeten Kuppen und Hügel. Die markantesten dieser Höhen sind: Križarka 413 m, Klemberg 376 m, Popošček 369 m und Gomila 335 m. Das gesamte Gemeindegebiet gehört dem Dreiländerpark Raab-Goričko-Őrség an.

## Ortschaften der Gesamtgemeinde
Die Kommune zählte 2021 2.087 Einwohner (davon 624 im Hauptort Grad) und setzt sich aus den folgenden sieben Ortschaften zusammen. Hinter den heutigen Ortsnamen sind die amtlichen ungarischen Exonyme von 1890 in Klammer angeführt.
- Dolnji Slaveči (ung. Alsócsalogány, dt. Unter Slabitsch[4])
- Grad			(ung. Felsőlendva, dt. Ober Limbach)
- Kovačevci	(Vaskovácsi)
- Kruplivnik (Vaskorpád)
- Motovilci	(Mottyolád)
- Radovci (Radófa)
- Vidonci (ung. Vidorlak, dt.  Karnberg)

## Sehenswürdigkeiten

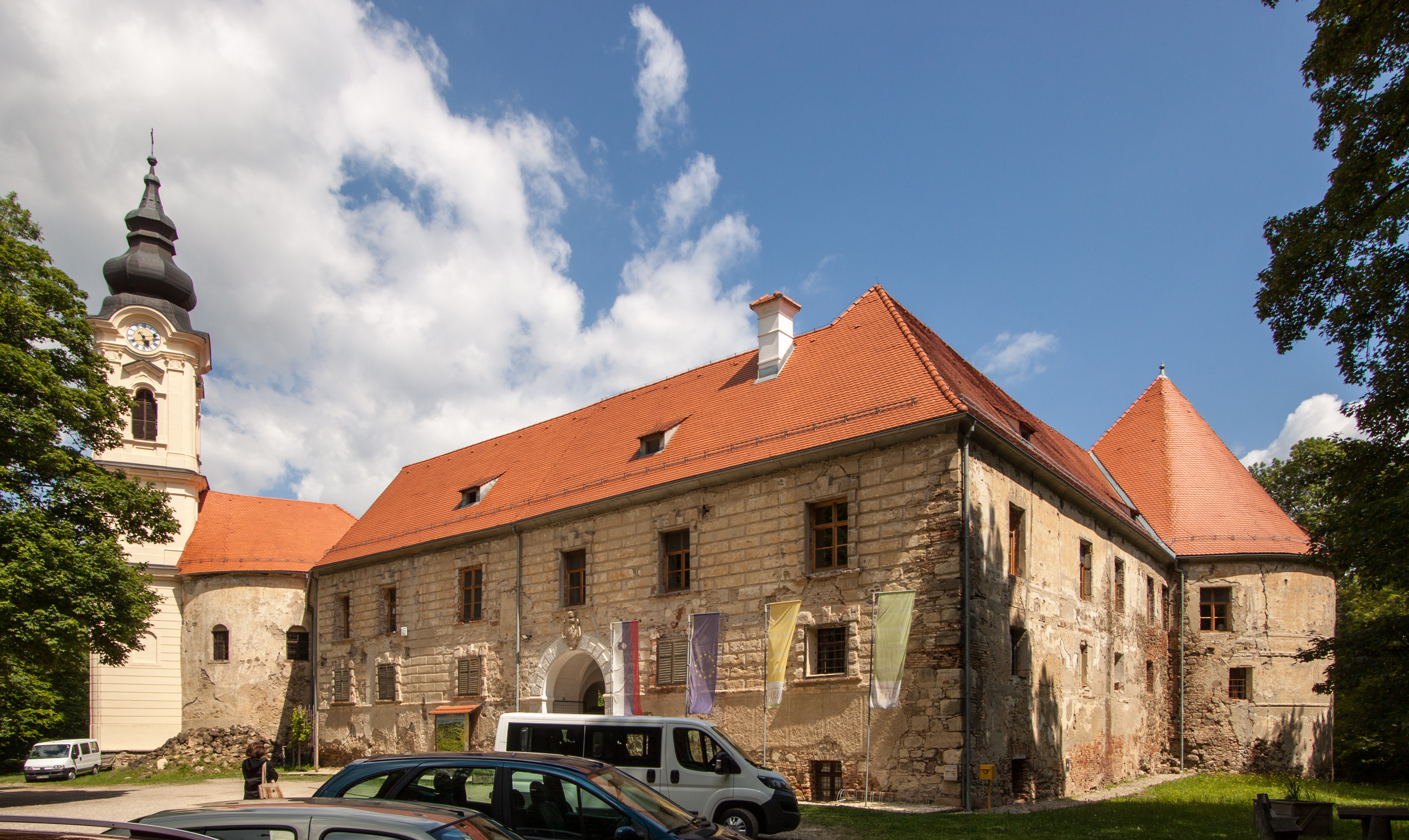
Schloss Oberlimbach, Grad

## Nachbargemeinden
|           | Kuzma                                       | Gornji Petrovci |
| Rogašovci | Kompassrose, die auf Nachbargemeinden zeigt | Puconci         |
|           | Puconci                                     |                 |

## Wappen
Das derzeit verwendete Wappen der Gemeinde Grad wurde im Jahre 2016 eingeführt. Im Zentrum steht das Schloss Grad als Wahrzeichen der Gemeinde. Die darüber befindliche Krone symbolisierte die ungarische Adelsfamilie Széchy, unter deren Herrschaft sich die Ortschaft um das Schloss entwickelte. Der grüne Halbkreis unter dem Schloss stellt die hügelige Landschaft der Region Goričko dar, das Kreuz steht für die Tradition des Christentums.